# Stor-Abborrtjärnen (Älvdalens socken, Dalarna)
Stor-Abborrtjärnen är en sjö i Älvdalens kommun i Dalarna och ingår i Dalälvens huvudavrinningsområde. Sjön har en area på 0,227 kvadratkilometer och ligger 402,9 meter över havet.

## Delavrinningsområde
Stor-Abborrtjärnen ingår i det delavrinningsområde (679030-138787) som SMHI kallar för Mynnar i Stor-Abborrtjärn. Medelhöjden är 442 meter över havet och ytan är 11,38 kvadratkilometer. Det finns ett avrinningsområde uppströms, och räknas det in blir den ackumulerade arean 15,17 kvadratkilometer. Vattendraget som avvattnar avrinningsområdet har biflödesordning 3, vilket innebär att vattnet flödar genom totalt 3 vattendrag innan det når havet efter 384 kilometer. Avrinningsområdet består mestadels av skog (86 procent). Avrinningsområdet har 0,23 kvadratkilometer vattenytor vilket ger det en sjöprocent på 2 procent.